# Ramalina puberulenta
Ramalina puberulenta är en lavart som beskrevs av Riefner & Bowler. Ramalina puberulenta ingår i släktet Ramalina och familjen Ramalinaceae.   Inga underarter finns listade i Catalogue of Life.